# Аеродром Париз-Бове
Аеродром Бове-Тиле (фр. Aéroport de Beauvais-Tillé), познат као Аеродром Париз-Бове, је међународни аеродром близу истоименог француског града Бовеа. Ипак, Аеродром Бове-Тиле је много значајнији као трећи и најмањи од свих ваздушних лука града Париза, а удаљен је 85 km северозападно од града. 2016. године на Аеродрому Париз-Бове је превезено рекордних 4 милиона путника. По томе је то пети аеродром по примету у Великој Британији. Аеродром се ослања махом на нискотарифне летове. Он је авио-чвориште за авио-компаније Рајанер и Виз ер.

## статистика
Погледајте необрађени захтев + реф. на Wikidata.